# Günther Reh
Günther Reh (* 9. März 1928; † 24. Dezember 2014) war ein deutscher Unternehmer in der Weinbranche.

## Leben
Reh entstammte einer im Weinhandel tätigen Familie aus Leiwen an der Mosel. In den 1960ern übernahm er von seinem Vater Carl Reh die Geschäftsführung der familieneigenen Weinkellerei Carl Reh. Mit dem Erwerb der Sektkellerei Faber stieg Reh neben der Herstellung und dem Handel mit Wein auch in die Sektproduktion ein. Auch die Sektkellerei Feist-Belmont wurde von ihm übernommen, zudem investierte er in Weinbergflächen an der Mosel und baute so seine Unternehmensgruppe weiter aus. Ebenso war Reh in Immobiliengeschäften tätig.
1978 übernahm er das traditionsreiche VDP-Weingut Reichsgraf von Kesselstatt in Morscheid, welches über viele Jahre von seiner Tochter Annegret Reh-Gartner geführt wurde und welches sich heute im Mehrheitsbesitz der Schloss Wachenheim AG befindet.
1992 erwarb Reh die Binger Weinkellerei Kendermann, ab 1995 sukzessive die in wirtschaftliche Schwierigkeiten geratene Sektkellerei Schloss Wachenheim AG. Seine diversen Unternehmen bündelte Reh in zwei Unternehmensgruppen: der Schloss Wachenheim AG mit Sitz in Trier (Schwerpunkt: Herstellung und Vertrieb von Sekt und Schaumwein) sowie der Reh Kendermann GmbH in Bingen (Schwerpunkt: Herstellung von und Handel mit Wein).
Im Lauf der 1990er Jahre übergab Reh die beiden Gruppen an seine Söhne Nick Reh (Schloss Wachenheim) und Carl Reh jr. (Reh-Kendermann).
1991 gründete er die wohltätige Gemeindestiftung „Günther Reh Heimat und Wein“ Leiwen.

## Familie
Zusammen mit seiner Ehefrau Käthi hatte Reh fünf Kinder: die Töchter Eva, Annegret und Katharina sowie die Söhne Nick und Carl jr.

## Unternehmerische Bedeutung
Der auf Fachpublikationen rund um das Thema Wein spezialisierte Meininger Verlag bezeichnete Reh in einem Nachruf als „einer der dynamischsten und agilsten Unternehmer (…) im deutschen Weinbau“. So schuf er unter anderem die heutige Schloss Wachenheim AG als „einen der weltweit größen Wein-, Sekt- und Trendgetränkeproduzenten“.
Mit Umsätzen von 94 Mio. EUR (Schloss Wachenheim AG) gehören die auf Reh zurückzuführenden Unternehmen heute zu den größten Unternehmen der deutschen Weinbranche.

## Ehrungen
2008 wurde Reh zum Ehrenbürger seiner Heimatgemeinde Leiwen ernannt.  Im Dezember 2012 wurde Reh mit dem Bundesverdienstkreuz am Bande ausgezeichnet. Malu Dreyer überreichte die Ehrung für sein unternehmerisches Wirken und sein soziales Engagement im Kurfürstlichen Palais.